# 徐顺清
徐顺清，中华人民共和国教育部长江学者特聘教授，海南大学生命科学学院院长，主要从事环境污染与健康效应研究。

## 荣誉
- 中国国家科技进步二等奖（第一完成人）
- 中国国务院政府特殊津贴专家
- 中国国家百千万人才工程入选者